# Dindar Pur
Dindar Pur es una ciudad censal situada en el distrito de Delhi sudoeste,  en el territorio de la capital nacional,  Delhi (India). Su población es de 35856 habitantes (2011). 

## Demografía
Según el censo de 2011 la población de Dindar Pur era de 35856 habitantes, de los cuales 19121 eran hombres y 16735 eran mujeres. Dindar Pur tiene una tasa media de alfabetización del 87,97%, inferior a la media estatal del 86,21%: la alfabetización masculina es del 93,92%, y la alfabetización femenina del 81,20%.